# Manuel de la Rocha Vázquez
Manuel de la Rocha Vázquez ([maˈnwel de la ˈroʧa ˈβaθkeθ]), né en 1972 à Madrid, est un homme politique espagnol, membre du Parti socialiste ouvrier espagnol (PSOE).
À la suite de ses études, qu'il termine à New York, il travaille d'abord à l'international, dans une ONG, pour la Commission européenne, et enfin à la Banque mondiale. Il revient en 2007 en Espagne, adhérant au PSOE, dont son père a été une personnalité dans la communauté de Madrid après la chute du franquisme, et agissant dans le domaine de la politique internationale et du commerce extérieur.
Il est secrétaire à l'Économie de la direction du Parti socialiste entre 2014 et 2016, sous la direction de Pedro Sánchez. À la suite de l'accession de celui-ci au pouvoir, en 2018, il devient son principal conseiller économique à la présidence du gouvernement. À partir de la fin 2020, il assume également la supervision du plan de relance consécutif à la pandémie de Covid-19.

## Jeunesse et formation
Manuel de la Rocha Vázquez naît en 1972 à Madrid. Il est le fils de Manuel de la Rocha Rubí (es), maire de Fuenlabrada entre 1979 et 1983, puis conseiller à l'Éducation de la communauté de Madrid jusqu'en 1985.
Il obtient en 1995 une licence en sciences de l'entreprise à l'université autonome de Madrid, après quoi il passe avec succès, en 1996, une maîtrise en études latino-américaines à l'université complutense de Madrid, puis un master en politique économique à l'université Columbia, en 2000.

## Vie professionnelle
La carrière professionnelle de Manuel de la Rocha commence dans le domaine de la coopération au développement, au sein d'une ONG espagnole, Mouvement pour la paix (Movimiento por la Paz). Il travaille, entre 1997 et 1999, comme « jeune professionnel » au département économique de la délégation de la Commission européenne à Mexico.
Entre 2000 et 2007, il est employé à la Banque mondiale. Il revient ensuite en Espagne, où il est conseiller aux politiques multilatérales au sein de la direction générale des Politiques de développement du ministère des Affaires étrangères. Il quitte ce poste en 2011, pour devenir pendant trois ans analyste financier au sein de l'entreprise publique España Expansión Exterior.
Il est nommé, en novembre 2016, directeur adjoint de la division du Conseil financier de l'Institut du commerce extérieur (ICEX).

## Vie politique

### Conseiller économique de Pedro Sánchez
Manuel de la Rocha adhère au Parti socialiste ouvrier espagnol (PSOE) en 2007, à son retour de l'étranger. En 2014, le nouveau secrétaire général, Pedro Sánchez, en fait son secrétaire à l'Économie au sein de la commission exécutive fédérale (CEF). Il exerce cette fonction jusqu'au renversement de Sánchez par les cadres dirigeants du parti, en 2016.
Après que Pedro Sánchez a accédé au pouvoir, en juin 2018, il l'appelle au sein de son cabinet, pour s'occuper de la direction des Affaires économiques, qui remplace le bureau économique du président du gouvernement (OEPG). Il est confirmé en janvier 2020, au début du second mandat de Pedro Sánchez. Chargé, à partir d'octobre 2020, de gérer le plan de relance consécutif à la pandémie de Covid-19, il est promu secrétaire général aux Affaires économiques et au G20 le 29 décembre. Il est confirmé par Pedro Sánchez à la suite des élections générales du 23 juillet 2023, étant élevé au rang administratif de secrétaire d'État par un décret de réorganisation des services de la présidence du gouvernement le 28 novembre.